# Reprezentacja Ukrainy na Mistrzostwach Świata w Narciarstwie Klasycznym 2009
Reprezentacja Ukrainy na Mistrzostwach Świata w Narciarstwie Klasycznym 2009 liczyła 16 sportowców. Reprezentacja ta zdobyła 1 brązowy medal, dzięki czemu zajęła 15. miejsce w klasyfikacji medalowej.

## Medale

### Złote medale
Brak

### Srebrne medale
Brak

### Brązowe medale
- Biegi narciarskie kobiet, 30 km techniką dowolną: Wałentyna Szewczenko

## Wyniki

### Biegi narciarskie mężczyzn
Sprint
- Witalij Sztun - 51. miejsce (odpadł w kwalifikacjach)
- Mychajło Humeniak - 73. miejsce (odpadł w kwalifikacjach)

Sprint drużynowy
- Witalij Sztun, Roman Łejbiuk - 18. miejsce

Bieg na 15 km
- Roman Łejbiuk - 35. miejsce
- Ołeksandr Pucko - 42. miejsce
- Witalij Sztun - 55. miejsce

Bieg na 30 km
- Roman Łejbiuk - 36. miejsce
- Mychajło Humeniak - 56. miejsce
- Witalij Sztun - nie ukończył

Bieg na 50 km
- Mychajło Humeniak - 41. miejsce
- Roman Łejbiuk - 45. miejsce
- Witalij Sztun - 53. miejsce

### Biegi narciarskie kobiet
Sprint
- Wita Jakimczuk - 32. miejsce (odpadła w kwalifikacjach)
- Maryna Ancybor - 48. miejsce (odpadła w kwalifikacjach)
- Kateryna Hryhorenko - 62. miejsce (odpadła w kwalifikacjach)
- Łada Nesterenko - 72. miejsce (odpadła w kwalifikacjach)

Bieg na 10 km
- Wałentyna Szewczenko - 5. miejsce
- Łada Nesterenko - 33. miejsce
- Wita Jakimczuk - 36. miejsce
- Maryna Ancybor - 42. miejsce

Bieg na 15 km
- Wałentyna Szewczenko - 5. miejsce
- Wita Jakimczuk - 38. miejsce
- Łada Nesterenko - 41. miejsce
- Zoja Obiuch - 52. miejsce

Bieg na 30 km
- Wałentyna Szewczenko - 3. miejsce, brązowy medal
- Maryna Ancybor - 31. miejsce
- Wita Jakimczuk - 34. miejsce
- Kateryna Hryhorenko - 45. miejsce

Sztafeta 4 × 5 km
- Wita Jakimczuk, Łada Nesterenko, Maryna Ancybor, Wałentyna Szewczenko - 12. miejsce

### Kombinacja norweska
Gundersen HS 134 / 10 km
- Wołodymyr Traczuk - 46. miejsce
- Ołeksij Chomin - 53. miejsce
- Andrij Parchomczuk - nie wystartował

Start masowy (10 km + 2 serie skoków na skoczni K90)
- Wołodymyr Traczuk - 37. miejsce
- Ołeksij Chomin - 51. miejsce
- Andrij Parchomczuk - 58. miejsce

Gundersen (1 seria skoków na skoczni K90 + 10 km)
- Wołodymyr Traczuk - 36. miejsce
- Andrij Parchomczuk - 50. miejsce
- Ołeksij Chomin - 53. miejsce

### Skoki narciarskie mężczyzn
Normalna skocznia indywidualnie HS 100
- Ołeksandr Łazarowycz - 38. miejsce
- Wołodymyr Boszczuk - 44. miejsce
- Witalij Szumbareć - odpadł w kwalifikacjach

Duża skocznia indywidualnie HS 134
- Wołodymyr Boszczuk - 28. miejsce
- Witalij Szumbareć - 35. miejsce
- Ołeksandr Łazarowycz - 49. miejsce